# 尊者
尊者（そんしゃ、ラテン語: Venerabile、 Ven.）とは、カトリック教会において、列聖を最終的な目的とする調査の開始を宣言された後、様々な調査によって、その人物の生涯が英雄的、福音的な生き方であったことを公認した時につける敬称。正教会の克肖者に相当する。
列聖のための調査業務は、ローマ教皇庁の組織である列聖省が取り扱う。まず、同省がある人物の列聖調査の開始を宣言すると、その人は「神の僕」（かみのしもべ）と呼ばれ、調査の結果、尊者としての要件を満たすと公認されると尊者と宣言される。
尊者についてさらに調査が行われ、「徳ある行為あるいは殉教によりその生涯が聖性に特徴づけられたもの」であると証されたときには、所定の手続を経て、福者の列に加えられる（列福）。列福の後、さらに厳密な調査が行われ、所定の手続を経て「生存中にキリストの模範に忠実に従い、その教えを完全に実行した人」と公認されると、聖人の列に加えられる（列聖）。